# Somon Makhmadbekov
Somon Makhmadbekov (in tagico Сомон Маҳмадбеков?; Irkutsk, 24 marzo 1999) è un judoka tagiko, vincitore della medaglia di bronzo olimpica negli 81 kg a Parigi 2024, categoria nella quale ha vinto anche il bronzo ai campionati mondiali di Abu Dhabi 2024 e l'oro ai Giochi asiatici di Hangzhou 2023.

## Palmarès
- Giochi olimpici

Parigi 2024: bronzo negli 81 kg.
- Campionati mondiali di judo

Abu Dhabi 2024: bronzo negli 81 kg
- Giochi asiatici

Hangzhou 2023: oro negli 81 kg
- Campionati asiatici di judo

Bishkek 2021: argento nei 73 kg
Nur-Sultan 2022: bronzo negli 81 kg
Hong Kong 2024: bronzo negli 81 kg
- Campionati mondiali juniores di judo

Zagabria 2017: bronzo nei 66 kg
Marrakesh 2019: oro nei 73 kg